# Svortland
Svortland o Bremnes es el centro administrativo del municipio de Bømlo en la provincia de Hordaland, Noruega.  Se asienta en la parte centro-norte de la isla de Bømlo, 6 km al oeste de Rubbestadneset. El pueblo rodea al lago Storavatnet. La ruta estatal noruega 542 atraviesa la localidad.
En el 2013 tenía 2485 habitantes repartidos en 2,36 km² resultando en un densidad de 1053 hab/km², siendo el área urbana más grande del municipio. Además de los servicios públicos están la iglesia de Bremnes, una escuela, un centro médico, un centro comunitario y diversas tiendas y negocios.
El nombre Bremnes deriva de la iglesia local. En las cercanías había una granja llamada Sortland, por lo que se utilizó el nombre para referirse a la zona. En la década de 1990 el nombre pasa a ser Svortland.